# 伊尼-孔布利济
伊尼-孔布利济（法語：Igny-Comblizy，法語發音：[iɲi kɔ̃blizi]）是法国马恩省的一个市镇，位于该省西部，属于埃佩尔奈区。该市镇于1964年由原市镇伊尼勒雅尔（Igny-le-Jard）和孔布利济（Comblizy）合并而成。

## 地理
伊尼-孔布利济（49°1'7"N, 3°42'47"E）面积40.74 平方千米，位于法国大東部大區马恩省，该省份为法国东北部内陆省份，北起阿登省，西北接埃纳省，西南接塞纳-马恩省，南至奥布省，东南接上马恩省，东临默兹省。
与伊尼-孔布利济接壤的市镇（或旧市镇、城区）包括：勒拜济勒、勒布勒伊、多尔芒、费斯蒂尼、布里地区马勒伊、内勒勒勒蓬、叙济勒弗朗、特鲁瓦西、拉维尔苏索尔拜、奥尔拜拉拜、香槟谷村。

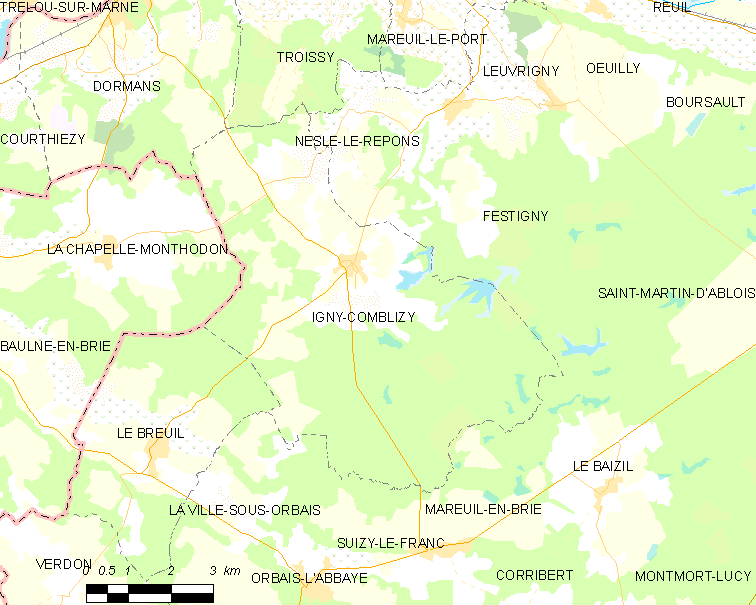
伊尼-孔布利济的OSM定位图

伊尼-孔布利济的时区为UTC+01:00、UTC+02:00（夏令时）。

## 行政
伊尼-孔布利济的邮政编码为51700，INSEE市镇编码为51298。

## 政治
伊尼-孔布利济所属的省级选区为多尔芒-香槟景县。

## 人口

1962-2008年间伊尼-孔布利济人口变化图示

伊尼-孔布利济于2022年1月1日时的人口数量为436人。